# مختصر في شواذ القرآن (كتاب)
مختصر في شواذ القرآن، مؤلفه هو: الحسين بن أحمد بن خالويه النحوي اللغوي، أصله من همذان ولكنه دخل بغداد وأدرك جلة العلماء بها مثل أبي بكر ابن الأنباري وابن مجاهد المقرئ وأبي عمر الزاهد وابن دريد، وقرأ على أبي سعيد السيرافي، وانتقل إلى الشام واستوطن حلب، وصار بها أحد أفراد الدهر في كل قسم من أقسام الأدب، وكانت إليه الرحلة من الآفاق، له كتاب «ليس»، وكتاب «الآل» توفي سنة (370هـ).
قال عنه الذهبي: «كان صاحب سنة».
والكتاب متعلق بعلم القراءات، ولكن لا يتحدث عن القراءات السبعة أو القراءات العشرة، وإنما يتحدث عن القراءات الشاذة في كل سورة من سور القرآن الكريم، ويعد من الموضوعات التي قلَّ التأليف فيها، وممن كتب فيها غير كتابنا هذا: الأهوازي في إعراب القراءات الشاذة، وتوجد كتب أخرى لكنها اندثرت ولم تعد موجودة، ومن هنا تظهر أهمية هذا الكتاب.
والقراءات الشاذة التي يهتم بها الكتاب، هي: كل قراءة لم يتوفر فيها شرط واحد من شروط القراءة الصحيحة التي سبقت في ضابط القراءة الصحيحة.
وهذا الإطلاق للشذوذ قديم، وكان الأصل فيه إطلاق الشذوذ على ما خالف رسم المصحف، واستوفى سائر الشروط، ويطلق على القراءة التي استوفت الشروط إلا أن سندها ضعيف: «رواية ضعيفة»، كما أطلقوا عليها وصف: «الشذوذ» أيضا على سبيل التوسع. أما إذا لم يوجد للقراءة سند فإنها تكون رواية مكذوبة مختلقة، يكفّر متعمدها حتى لو وافقت المعنى ورسم المصحف.
والمؤلف يبدأ كتابه بذكر السورة فيقول -مثلا-: «شواذ سورة البقرة» ويبدأ مباشرة بسرد الكلمات والقراءات الشاذة، ويبين من قرأ بها، ويوجه بعضها أحيانا.
وهذا الكتاب في غاية الأهمية للغويين ولمن يبحث في علم القراءات، وذلك لأن ابن خالويه نحوي لغوي مقرئ، كما أنه كان تلميذا لابن مجاهد والذي كان مهتما جدا بالقراءات الشاذة، وأقواله موجودة في بعض كتب التفسير، لكن لم يوجد مجتمعة بمثل ما هو موجود في هذا الكتاب.

## عنوان الكتاب
مختصر في شواذ القرآن

## المؤلف
الحسين بن أحمد بن خالويه النحوي اللغوي، أصله من همذان ولكنه دخل بغداد وأدرك جلة العلماء بها مثل أبي بكر ابن الأنباري وابن مجاهد المقرئ وأبي عمر الزاهد وابن دريد، وقرأ على أبي سعيد السيرافي، وانتقل إلى الشام واستوطن حلب، وصار بها أحد أفراد الدهر في كل قسم من أقسام الأدب، وكانت إليه الرحلة من الآفاق، له كتاب «ليس»، وكتاب «الآل» توفي سنة (370هـ).

## قالوا عنه
1. قال عنه الذهبي: «كان صاحب سنة».[3]
2. قال ابن أبي طي: «كان إماما عالما بالمذهب».[8]

## الموضوع العام للكتاب
الكتاب متعلق بعلم القراءات، ولكن لا يتحدث عن القراءات السبعة أو القراءات العشرة، وإنما يتحدث عن القراءات الشاذة في كل سورة من سور القرآن الكريم، ويعد من الموضوعات التي قلَّ التأليف فيها، وممن كتب فيها غير كتابنا هذا: الأهوازي في إعراب القراءات الشاذة، وتوجد كتب أخرى لكنها اندثرت ولم تعد موجودة، ومن هنا تظهر أهمية هذا الكتاب.

## القراءات الشاذة
القراءات الشاذة التي يهتم بها الكتاب، هي: كل قراءة لم يتوفر فيها شرط واحد من شروط القراءة الصحيحة التي سبقت في ضابط القراءة الصحيحة.
وهذا الإطلاق للشذوذ قديم، وكان الأصل فيه إطلاق الشذوذ على ما خالف رسم المصحف، واستوفى سائر الشروط، ويطلق على القراءة التي استوفت الشروط إلا أن سندها ضعيف: «رواية ضعيفة»، كما أطلقوا عليها وصف: «الشذوذ» أيضا على سبيل التوسع. أما إذا لم يوجد للقراءة سند فإنها تكون رواية مكذوبة مختلقة، يكفّر متعمدها حتى لو وافقت المعنى ورسم المصحف.

## منهجه في الكتاب
يبدأ المؤلف ذكر السورة فيقول -مثلا-: «شواذ سورة البقرة» ويبدأ مباشرة بسرد الكلمات والقراءات الشاذة، ويبين من قرأ بها، ويوجه بعضها أحيانا.

## أهمية الكتاب
هذا الكتاب في غاية الأهمية للغويين ولمن يبحث في علم القراءات، وذلك لأن ابن خالويه نحوي لغوي مقرئ، كما أنه كان تلميذا لابن مجاهد والذي كان مهتما جدا بالقراءات الشاذة، وأقواله موجودة في بعض كتب التفسير، لكن لم يوجد مجتمعة بمثل ما هو موجود في هذا الكتاب.

## طبعات الكتاب
1. المطبعة الرحمانية بمصر.
2. مكتبة المتنبي بالقاهرة.
3. دار الوراق للنشر، عام 2012م.

## أهمية الموضوع
تظهر أهمية التعريف بهذا الكتاب لأنه يتناول موضوعا من الموضوعات التي يقل التأليف فيها، كما أنه نقل عن علماء في هذا الفن لا توجد أقوالهم في كتاب مستقل.